# Burg Hardenberg (Velbert)

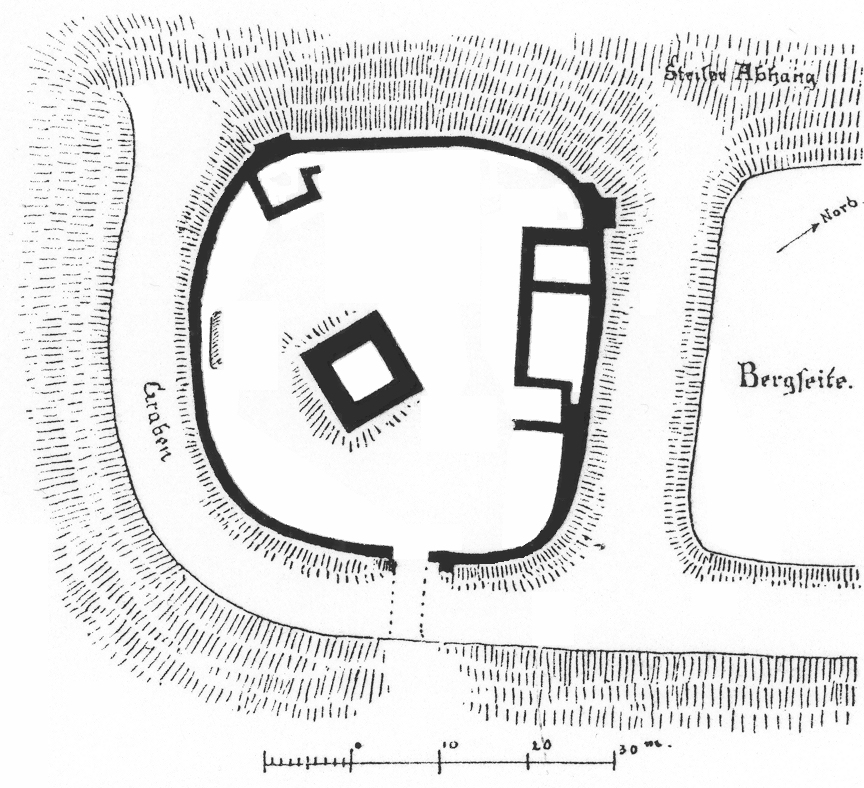
Grundriss der Burg Hardenberg gemäß den 1888 ergrabenen Fundamenten

Die Burg Hardenberg, lokal auch als Alte Burg bezeichnet, ist die Ruine einer Höhenburg auf einem 247 Meter hohen Bergsporn zwischen den Stadtteilen Neviges und Tönisheide in Velbert. Rund 600 Meter nordöstlich der Burgstelle steht das Schloss Hardenberg. Dieses ist jedoch nicht – wie eine lokale Legende behauptet – durch einen Geheimgang mit der Alten Burg verbunden. Ebenso wenig wurden deren Steine als Baumaterial für das Schloss verwendet.

## Geschichte
Die Anlage aus dem 11. oder 12. Jahrhundert war der Stammsitz der Herren von Hardenberg, deren Mitglied Hermann von Hardenberg, Graf in der Duisburg-Kaiserswerther Grafschaft, mit König Konrad III. am Zweiten Kreuzzug teilnahm. Die Burg wurde zwar im 13. Jahrhundert durch Brand zerstört, war aber anschließend noch bis in das 15. Jahrhundert in Benutzung. Dies bewiesen auf dem Burgareal gefundene Keramikscherben, die dem 12. bis 15. Jahrhundert zugeordnet werden können.
Im Dezember 1354 verkaufte Heinrich von Hardenberg „huis ind wohnunghe zue Hardenberg“ samt seiner unabhängigen Herrschaft für 6000 Mark in brabantischer Währung an Gerhard I. Berg, sodass Hardenberg fortan ein bergisches Amt war. Die einstigen Burgherren verlegten nach dem Verkauf ihren Herrschaftssitz nach Herbede auf die dortige Burg Hardenstein.
Eine Ausgrabung unter Leitung des Architekten Gerhard August Fischer förderte 1888 einige bauliche Reste der Burg zutage. Eine weitere Erforschung fand erst wieder 90 Jahre später statt: Bei einer Begehung im Auftrag des Rheinischen Amtes für Denkmalpflege fand man Armbrust- und Pfeilspitzen, bronzene Schnallen und einen vergoldeten Sporn, was ebenso auf adlige Bewohner hindeutet wie der vereinzelt als Baustoff verwendete Brohltaltrass, ein natürliches Puzzolan.
Im Januar 2023 schloss das Amt für Bodendenkmalpflege des Landschaftsverbandes Rheinland archäologische Freilegungen und Vermessungen ab, welche die Ergebnisse der Ausgrabungen von 1888 im Wesentlichen bestätigten. Dabei wurden auch Beschädigungen am Mauerwerk festgestellt, die von illegalen Grabungen nach eventuell im Mauerwerk vorhandenen Bergkristallen stammen. Darüber hinaus erkannten die Ausgräber Beschädigungen der Anlage durch ebenfalls dort verbotene Freizeitaktivitäten wie dem Befahren mit Motorrädern und Mountainbikes.

## Beschreibung
Oberirdisch ist die Burgstelle nur noch als ein Hügel und Gräben im Gelände erkennbar.
Die Ausgrabung im Jahr 1888 legte ein etwa quadratisches Burgareal mit abgerundeten Ecken frei, das an drei Seiten von einem Graben umgeben und durch eine Ringmauer geschützt war. Der Zugang erfolgte über eine östlich gelegene Brücke.
An der nordöstlichen Bergseite schützte eine Schildmauer die dahinter liegenden zwei Hauptgebäude mit schiefergedecktem Dach; ein drittes befand sich in der Westecke. In der Mitte des Areals stand ein 25 Meter hoher, quadratischer Bergfried von zehn Meter Kantenlänge mit 2,5 Meter dicken Mauern, die aus regelmäßigen Buckelquadern mit Randbeschlag gefertigt waren. Das Mauerwerk der übrigen Bauten bestand vornehmlich aus horizontal gelagerten Bruchsteinen von Grauwacke und Schiefer. Alle Gebäude waren verputzt.
Zur Anlage gehörten neben der Kernburg auch zwei Vorburgen.